# Myrica rivas-martinezii
La faya herreña o faya romana es una especie de árbol endémico de las Islas Canarias, España. Se encuentra en peligro crítico de extinción.

## Descripción
Alcanza los 8-10 metros de altura, con hojas adultas cuneadas con borde distal redondeado y ligeramente crenado. Las hojas jóvenes son ovales redondeadas. Es una planta dioica con inflorescencia masculina en amento de 10 mm; las femeninas cortas y paucifloras. Presenta frutos drupáceos, subgloboso, de 5-8 mm de diámetro.

## Distribución
Este árbol es endémico de las islas de El Hierro, La Gomera y La Palma del Archipiélago Canario. La población total asciende a 97 individuos, encontrándose 82 de ellos en el Hierro, casi todos en la misma población, mientras que en La Palma y La Gomera casi siempre aparece en forma de individuos aislados.

## Biología

### Hábitat
Aparece entre los 500 y los 1340 metros de altura, en zonas de cultivo parcialmente recolonizadas por el monteverde o bosquetes dominados por fayas (Myrica faya) y brezos (Erica arborea) y ocasionalmente sabinas (Juniperus turbinata subsp. canariensis), laureles (Laurus azorica), acebiños (Ilex canariensis) y codesos (Adenocarpus foliolosus).

### Reproducción
Es una especie dioica para la cual no se ha observado germinación en el medio natural. En su dispersión parecen estar involucradas determinadas aves frugívoras como el mirlo (Turdus merula) y el pinzón vulgar. Es capaz de hibridarse con Myrica faya, habiéndose obtenido una proporción de plántulas con características de esta especie del 90 % en una experiencia de reproducción en cautividad con semillas recolectadas en el medio natural. Se ha conseguido reproducirla con algún éxito mediante el uso de estacas.

## Conservación
La mayoría de los individuos son adultos reproductores (poblaciones seniles) existiendo además
una cierta desproporción de sexos, siendo más abundantes los ejemplares masculinos, dificultando aún más su reproducción, ya complicada debido al aislamiento de la mayor parte de los ejemplares (especialmente en La Gomera y La Palma). No se ha observado reclutamiento de individuos juveniles en ninguna de sus poblaciones.
La competencia con especies exóticas y la competencia natural, pisoteo, antropización de su hábitat, el pastoreo y la depredación, la construcción de carreteras e infraestructuras también amenazan la supervivencia de esta especie.
Existe un programa de recuperación en el parque nacional de Garajonay.